# Estación de Villaverde Alto
Villaverde Alto es una estación de las líneas C-4 y C-5 de Cercanías Madrid y de la línea 3 de Metro de Madrid, situada entre las calles de Domingo Párraga y Valle de Tobalina, en el barrio de San Andrés (Villaverde).

## Situación ferroviaria
La estación, que se encuentra a 607,43 metros de altitud, forma parte de los trazados de las siguientes líneas férreas:
- Línea férrea de ancho ibérico Madrid-Valencia de Alcántara, punto kilométrico 10,1.[1]
- Línea férrea de ancho ibérico Móstoles-Parla, punto kilométrico 10,1.[1]

Históricamente, también formó parte del trazado de la línea Madrid-Ciudad Real.

## Historia
La estación de ferrocarril existe desde 1876, siendo desde 1879 el punto en que se dividían las dos líneas ferroviarias que partían con destino a Lisboa y a Ciudad Real. Las obras corrieron a cargo de la Compañía de los Ferrocarriles de Madrid a Cáceres y Portugal (MCP), que la gestionó hasta que en 1928 pasó a manos de la recién creada Compañía Nacional de los Ferrocarriles del Oeste. Denominada inicialmente como «Villaverde-Nueva» —para diferenciarla de la otra estación que existía en el municipio—, con posterioridad las instalaciones serían conocidas como «Villaverde-Oeste» y, desde agosto de 1944, como «Villaverde-Orcasitas». En 1941 la estación se integró en la red de RENFE.
En la década de 1980 se incorporó a la red de Cercanías Madrid formando parte de las líneas C-4 y C-5 y se reformó para evitar que los viajeros tuvieran que cruzar las vías a nivel.
El 21 de abril de 2007 se inauguró la estación de metro, situada debajo de la de cercanías y terminal de la línea 3 hasta el 20 de abril de 2025. Asimismo, con motivo de las obras de la llegada del metro, la estación sufrió una gran remodelación, instalando ascensores, renovando andenes e incorporando dos nuevas salidas, al tiempo que se clausura el antiguo edificio de viajeros, a día de hoy en pie y sin proyectos para su derribe.
Durante el fin de semana del 13 al 14 de julio de 2024, actuó como cabecera de la línea C-5 debido al corte entre Villaverde Alto y Atocha, provocado por obras en la estación de Puerta de Atocha-Almudena Grandes. Durante este periodo, se puso en servicio un servicio sustitutivo de autobuses que cubría las estaciones cerradas (Puente Alcocer, Orcasitas, Doce de Octubre y Méndez Álvaro).

## Accesos
Vestíbulo Villaverde Alto
- Valle de Tobalina C/ Valle de Tobalina (frente al N.º 42)
- Ascensor C/ Valle de Tobalina (frente al N.º 42)

Vestíbulo Renfe
- Domingo Párraga C/ Domingo Párraga, s/n

## Líneas y conexiones

Plano zonal con las líneas de autobús que dan servicio a la estación.

### Metro
| << cabecera | < estación | línea | estación >    | cabecera >> |
| ----------- | ---------- | ----- | ------------- | ----------- |
| El Casar    | El Casar   |       | San Cristóbal | Moncloa     |

### Cercanías
| procedencia/destino                                                                        | < estación      | Línea | estación >                 | destino/procedencia     |
| ------------------------------------------------------------------------------------------ | --------------- | ----- | -------------------------- | ----------------------- |
| Alcobendas-San Sebastián de los Reyes                                                      | Villaverde Bajo |       | Las Margaritas Universidad | Parla                   |
| Colmenar Viejo                                                                             | Villaverde Bajo |       | Las Margaritas Universidad | Parla                   |
| Móstoles-El Soto                                                                           | Puente Alcocer  |       | Zarzaquemada               | Fuenlabrada / Humanes H |
| H La mitad de los trenes llegan hasta Fuenlabrada e inician su recorrido en dicha estación |                 |       |                            |                         |

| vía | líneas / destinos           | observaciones                                                                                          |
| --- | --------------------------- | --- |
| 1   | Sol - Colmenar Viejo        | |
| 1   | Sol - Alcobendas S.S. Reyes | |
| 2   | Parla                       | |
| 3   | ---                         | Esta vía se suele utilizar como apartadero para los trenes que finalizan su recorrido en esta estación |
| 4   | Atocha - Móstoles-El Soto   | |
| 6   | Fuenlabrada - Humanes       | La mitad de los trenes finalizan su recorrido en la estación de Fuenlabrada                            |

### Autobuses
| Diurnos   |                                  |                                                     |
| Línea     | Destino                          | Parada                                              |
| 22        | Plaza de Legazpi                 | 3899 VILLAVERDE ALTO (Cabecera C/ Domingo Párraga)  |
| T41       | Polígono industrial La Resina    | 3899 VILLAVERDE ALTO (Cabecera C/ Domingo Párraga)  |
| 79        | Villaverde Alto (Plaza de Ágata) | 3900 VILLAVERDE ALTO CERCANÍAS (C/ Domingo Párraga) |
| 79        | Plaza de Legazpi                 | 3901 VILLAVERDE ALTO CERCANÍAS (C/ Domingo Párraga) |
| Nocturnos |                                  |                                                     |
| Línea     | Destino                          | Parada                                              |
| N14       | Cibeles                          | 3900 VILLAVERDE ALTO CERCANÍAS (C/ Domingo Párraga) |
| N14       | Villaverde Alto                  | 3901 VILLAVERDE ALTO CERCANÍAS (C/ Domingo Párraga) |

| Diurnos |                                |                                       |                           |
| Línea   | Destino                        | Parada                                | Operador                  |
| 432     | Leganés (Montepinos)           | 3900 DOMINGO PÁRRAGA-ALBERTO PALACIOS | Avanza Movilidad Integral |
| 432     | Madrid (Villaverde Bajo-Cruce) | 3901 DOMINGO PÁRRAGA-ALBERTO PALACIOS | Avanza Movilidad Integral |